# Gabriel Giurgiu
Gabriel Nicu Giurgiu (* 3. September 1982 in Cluj-Napoca) ist ein rumänischer ehemaliger Fußballspieler. Seit dem 1. Juli 2021 ist er Sportdirektor des Universitatea Cluj, bei dem er 1999 seine Profikarriere begann und 2019 beendete.

## Karriere
Die Karriere von Giurgiu begann im Jahr 1999, als er in den Kader der ersten Mannschaft von Universitatea Cluj berufen wurde, die seinerzeit in der zweiten rumänischen Liga, der Divizia B, spielte. In seiner ersten Spielzeit kam er nur auf einen Einsatz und musste mit seiner Mannschaft am Saisonende in die Divizia C absteigen. Nach dem direkten Wiederaufstieg entwickelte er sich zum Stammspieler. Mit seinem Klub platzierte er sich über mehrere Jahre hinweg im Mittelfeld der Divizia B. In der Spielzeit 2005/06 verpasste der Verein den Aufstieg in die Divizia A als Drittplatzierter hinter Liberty Salonta und FC Bihor Oradea nur knapp.
In der Winterpause 2006/07 stand Giurgiu mit Universitatea auf dem ersten Platz der Staffel II der Liga 2, als ihn der Erstligist Oțelul Galați verpflichtete. Am Saisonende konnte er mit Oțelul einen fünften Platz erreichen und sich für den UEFA-Pokal qualifizieren. Durch diesen Erfolg wurde der russische Erstligist Rubin Kasan auf Giurgiu aufmerksam und nahm ihn im August 2007 unter Vertrag. Dort konnte er sich jedoch nicht durchsetzen und kam in der Spielzeit 2007 lediglich auf drei Einsätze. Anfang 2008 wurde er für sechs Monate an Oțelul ausgeliehen. Nach seiner Rückkehr nach Kasan wurde er dort lediglich in der zweiten Mannschaft eingesetzt, so dass er keinen Anteil an der Meisterschaft von Rubin hatte.
Zu Beginn des Jahres 2009 kehrte Giurgiu nach Rumänien zurück und schloss sich erneut Oțelul Galați an. Zunächst unter Petre Grigoraș und ab Sommer 2009 unter Dorinel Munteanu wurde er zur Stammkraft im Team. Am Ende der Saison 2010/11 gewann er überraschend die rumänische Meisterschaft. Mit dem Sieg im Supercup im Juli 2011 gegen Steaua Bukarest folgte sein zweiter Titel. Im Sommer 2014 verließ er Oțelul nach mehr als fünf Jahren und schloss sich dem israelischen Erstligisten Maccabi Netanja an. Im Sommer 2015 kehrte er nach Rumänien zurück, wo er bei CS Concordia Chiajna anheuerte. Er sicherte sich mit dem Klub in der Saison 2015/16 den Klassenerhalt. Im Sommer 2016 wechselte Giurgiu zu seinem Heimatverein Universitatea Cluj in die Liga IV.

## Nationalmannschaft
Im Juni 2011 wurde Giurgiu von Nationaltrainer Răzvan Lucescu in den Kader der rumänischen Nationalmannschaft berufen. Am 8. Juni 2011 debütierte er im Freundschaftsspiel gegen Brasilien, als er in der 66. Minute für Alexandru Bourceanu eingewechselt wurde. Drei Tage später kam er gegen Paraguay zu seinem ersten Einsatz von Beginn an.

## Erfolge
- Rumänischer Meister: 2011
- Rumänischer Supercupsieger: 2011